# Turbulence 2 Fear of Flying
Turbulence 2 Fear of Flying är en amerikansk action från 1999, uppföljaren till Turbulence. Den är regisserad av David Mackay och berättelsen är skriven av Rob Kerchner.

## Handling
Ett gäng flygrädda studenter går en kurs för att bota sin rädsla. De gör ett antal tester och det slutgiltiga är att åka i ett riktigt flygplan i två timmar. Men nästan allt går fel. En del passagerare blir förgiftade av en drog och en mördas kallblodigt. De har terrorister ombord. Men en av passagerarna, som heter Elliot, visar sig vara hemlig agent, och till en början ser det ut som om han kommer att klara upp allting. Men Elliot är faktiskt inte den han verkar att vara.

## Rollista
| Craig Sheffer      | – Martin     |
| Jennifer Beals     | – Jessica    |
| Tom Berenger       | – Sikes      |
| Jeffrey Nordling   | – Elliot     |
| Jay Brazeau        | – Harold     |
| Daryl Shuttleworth | – Captain    |
| Paul Jarrett       | – Vaclav     |
| Andrew Kavadas     | – Bell       |
| Chilton Crane      | – Hazel      |
| Peter Kelamis      | – Mazzo      |
| Tim Henry          | – Dickson    |
| Hiro Kanagawa      | – Controller |
| Jill Teed          | – Kit        |
| Tamara Phillips    | – Hobbs      |
| Jody Thompson      | – Stacey     |